# Jänkäjärvi (sjö, lat 69,37, long 27,93)
Jänkäjärvi är en sjö i Finland. Den ligger i kommunen Enare i landskapet Lappland, i den norra delen av landet, 1 000 km norr om huvudstaden Helsingfors. Jänkäjärvi ligger 218,8 meter över havet. Arean är 1,85 kvadratkilometer och strandlinjen är 10,26 kilometer lång. Sjön  ingår i Pasvik älvs huvudavrinningsområde.   Omgivningarna runt Jänkäjärvi är i huvudsak ett öppet busklandskap.